# Shamim Alam Khan
Shamim Alam Khan, pakistanski general, * 18. avgust 1937, Shillong, Britanska Indija, † 9. december 2021, Rawalpindi, Pakistan.
Alam Khan je bil načelnik Združenega štaba Pakistanskih oboroženih sil med 1991 in 1994.